# 2,2,6,6-Тетраметилпиперидид лития
2,2,6,6-Тетраметилпиперидид лития (LiTMP, LTMP) — органическое вещество, производное 2,2,6,6-тетраметилпиперидина. Используется в органическом синтезе как сильное, ненуклеофильное, затруднённое основание.

## Получение
Тетраметилпиперидид лития получают в лаборатории непосредственно перед использованием, обрабатывая 2,2,6,6-тетраметилпиперидин н-бутиллитием. Тетраметилпиперидин перед реакцией подвергают осушке кипячением с гидридом кальция. За 12 ч при 24 °С раствор тетраметилпиперидида лития в тетрагидрофуране теряет 50 % активности, а раствор в диэтиловом эфире — 60 % активности.

## Строение и физические свойства
Тетраметилпиперидид лития растворим в большинстве органических растворителей, в том числе в тетрагидрофуране, диэтиловом эфире и гексане. В растворе в тетрагидрофуране он существует в равновесии со своим димером. Добавка гексаметапола увеличивает долю мономера в растворе. Из смеси гексана и пентана он кристаллизуется в виде тетрамера. Растворы тетраметилпиперидида лития пирофорны, могут вызывать ожоги.

## Химические свойства
Тетраметилпиперидид лития используется в органическом синтезе как сильное, ненуклеофильное, стерически затруднённое основание с pKa = 37,3. Благодаря своей низкой нуклеофильности он совместим in situ с некоторыми электрофилами, например триметилсилилхлоридом. Это позволяет получать 2- и 2,6-силилированные производные бензойной кислоты, проводя орто-литиирование, контролируемое равновесием.
Ряд азотсодержащих ароматических гетероциклов под действием тетраметилпиперидида лития депротонируется в орто-положении по отношению к атому азота. Введение в реакцию тех или иных электрофилов позволяет получать такие орто-замещённые гетероциклы. Подобным свойством обладает и такое основание, как диизопропиламид лития, однако в некоторых случаях региоселективность депротонирования этими двумя основаниями является взаимодополняющей.
Тетраметилпиперидид лития полезен для генерирования енолятов в тех случаях, когда субстрат чувствителен к нуклеофильной атаке, например в случае сложных эфиров.
Основным недостатком тетраметилпиперидида лития является сравнительно высокая стоимость исходного тетраметилпиперидина по сравнению с другими аминами, служащими для приготовления сильных оснований. В крупномасштабных синтезах эту проблему пытаются решить кислотной экстракцией, позволяющей извлечь "отработанный" тетраметилпиперидин в виде соли. Затем свободный амин выделяют нейтрализацией раствора и очищают перегонкой.